# サウロルニトイデス
サウロルニトイデス（学名 Saurornithoides）は後期白亜紀に生息したトロオドン科のマニラプトル類恐竜の属の一つである。後肢ですばやく走り、優れた視覚と聴覚を持つ捕食者であった。属名は古代ギリシャ語で「トカゲ」を意味するsauros、「鳥」を意味するornithos、「型」を意味するoid から派生しており、鳥の祖先に近縁であることにふさわしい名前である。

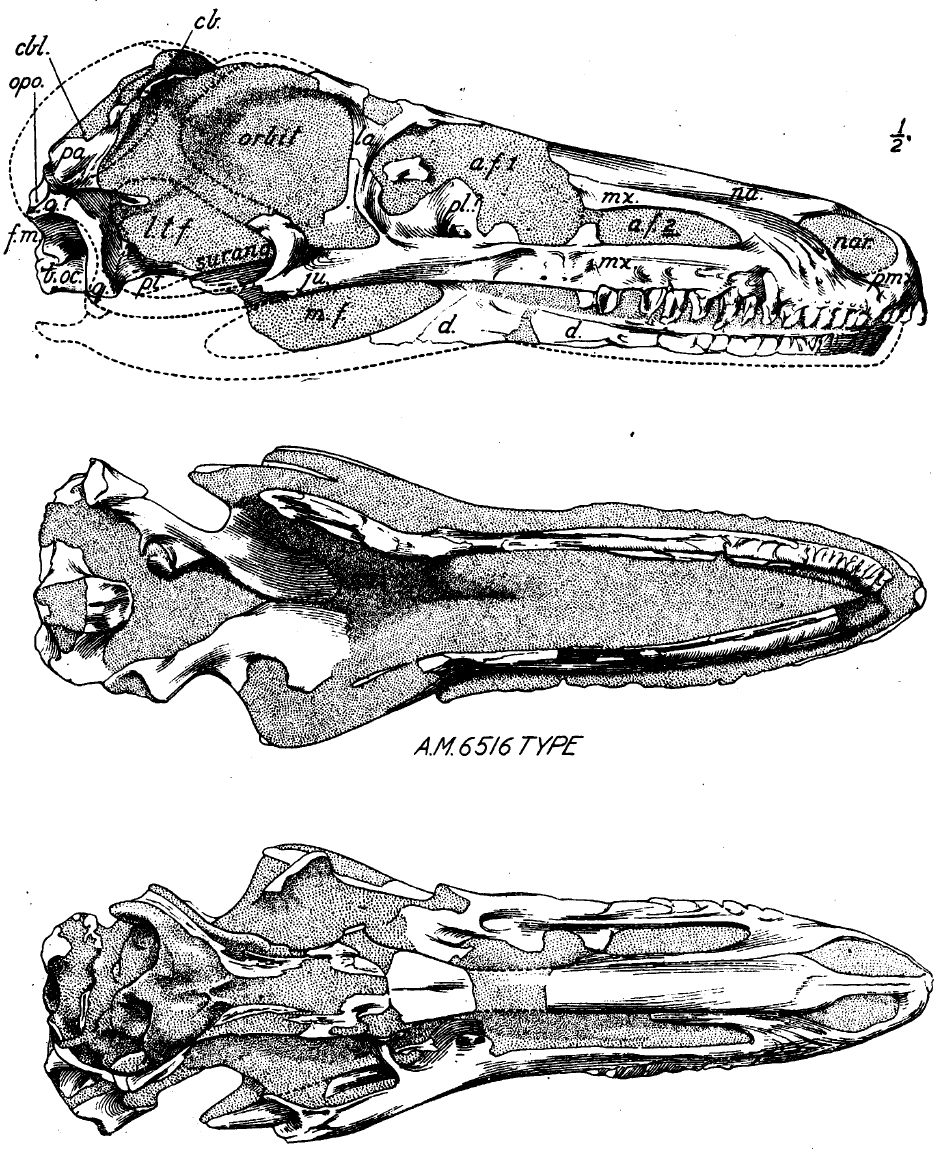
ホロタイプの頭骨を右側、下側、上側から見た図

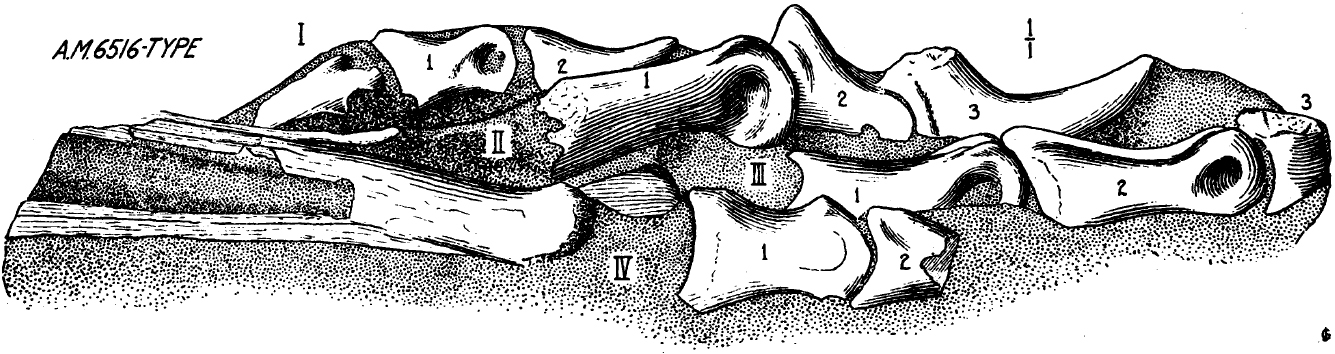
タイプ標本の足

サウロルニトイデスは他のトロオドン科の恐竜同様におそらく主として肉食動物であった。全長2-3メートル、体重23-54キログラムと推定されている。大きく、立体視可能な眼窩を持ち、優れた距離感覚があったとされる。おそらく光の下でも夜間でも優れた視力があった。長く低い頭骨を持ち、吻部は平たく、歯が鋭く、比較的大きな脳を持っていた。北アメリカの近縁種であるトロオドン同様にすばしこくて賢く、ゴビ砂漠を探し回り、小型の哺乳類や爬虫類などの餌を見つけていたようである。長い腕と生きた獲物をしっかり捕らえられて把握することの出来る手をもつことから、研究者は小型の動物を捕食していたと推測している。他のトロオドン類同様に各足の第2趾に特に大きな鉤爪があった。
モンゴル国のジャドフタ層からこの獣脚類の単一の標本が発見されている。サウロルニトイデスは1924年に古生物学者ヘンリー・フェアフィールド・オズボーンにより命名された。タイプ種であり唯一の種はS. mongoliensisである。1974年にリンチェン・バルスボルドによりネメグト層で発見された他のトロオドン類よりS. mongoliensisに近縁と考えられた標本に基づき第2の種S. juniorが命名された。しかし、2009年に再評価が行われS. juniorをサウロルニトイデス属とするには不十分であるとして、S. juniorは独自の新属ザナバザルに再分類された。

## 参照
1. ↑  Osborn, H.F. (1924). "Three New Theropoda, Protoceratops Zone, Central Mongolia." American Museum Novitates, November 7, 1924 (144): 12pp.
2. ↑  Norell, Mark A.; Makovicky, Peter J.; Bever, Gabe S.; Balanoff, Amy M.; Clark, James M.; Barsbold, Rinchen and Rowe, Timothy (2009). “A Review of the Mongolian Cretaceous Dinosaur Saurornithoides (Troodontidae: Theropoda)”. American Museum Novitates 3654:  63.

- Fantastic Facts About Dinosaurs (ISBN 0-7525-3166-2)
- Lessem, Don Dinosaurs A to Z. Page 170, 2003. (ISBN 0-439-16591-1).